# Charlie Benante
Charlie Benante (n. 27 noiembrie 1963, The Bronx, New York) este bateristul trupelor de Heavy Metal Anthrax și Stormtroopers of Death. El este unul din principalii liriști ai trupelor Anthrax și S.O.D. (Stormtroopers of Death) și face muzica în timp ce Scott Ian scrie versurile.

## Cariera
Benante s-a alăturat trupei Anthrax în 1983, și a înregistrat cu trupa albumul lor de debut Fistful of Metal, și a rămas bateristul trupei până în ziua de azi. El este cunoscut și pentru tehnica sa foarte rapidă de dublu bas, și a fost acreditat ca fiind unul din pionierii tehnicii dublu bas-ului și pentru popularizarea tehnicii blast beat cu Thrash Metal.

## Viața personală
Benante este unchiul basistului Frank Bello, a cărui mamă este sora mai mare a lui Benante.
Soția sa a născut o fetiță pe nume Mia în ianuarie 2006. Soția lui are și un fiu dintr-o relație anterioară, numit Gregory.
Are și un mare interes pentru colecționarea de jucării și benzi desenate, cum s-a putut vedea și pe DVD-ul trupei Anthrax Music of Mass Destruction. Este de-asemenea și un fan imens al serialelor de televiziune Familia Simpson și Războiul Stelelor, a declarat în repetate rânduri că personajul său preferat este Darth Vader din Războiul Stelelor, declarații date în mai multe interviuri vechi ale trupei.

## Echipament
- tobe bas duble 20"x22"
- tobă principală semnătură 6.5"x14"
- 8"x10" Tom Tom
- 8"x12" Tom Tom
- 9"x13" Tom Tom
- 14"x14" Floor Tom
- 16"x18" Floor Tom
- tobe secundare 6.5" x 13"

## Discografie

### cu Stormtroopers of Death
- Speak English or Die
- Live at Budokan [Live]
- Bigger than the Devil

### cu Anthrax
- Fistful of Metal
- Spreading The Disease
- Among The Living
- State Of Euphoria
- Persistance Of Time
- Sound Of White Noise
- Stomp 442
- Volume 8 The Threat Is Real
- We've Come For You All
- Worship Music

### Altele
- Liquid Trio Experiment 2 - When the Keyboard Breaks: Live in Chicago (invitat special)